# Aedes geoffroyi
Aedes geoffroyi är en tvåvingeart som beskrevs av Bianca L. Reinert 1999. Aedes geoffroyi ingår i släktet Aedes och familjen stickmyggor. Inga underarter finns listade i Catalogue of Life.